# Campagnano di Roma
Campagnano di Roma és un comune (municipi) de la ciutat metropolitana de Roma, a la regió italiana del Laci, situat uns 30 km al nord-oest de Roma. L'1 de gener de 2018 tenia 11.561 habitants.
Havia estat part del "domusculta" de Capracoro (Domosculta Capracorum), creat pel Papa Adrià I (772-795), una gran finca per al subministrament agrícola de Roma. Un lloc anomenat Campagnano es va esmentar per primera vegada el 1076. A l'època medieval, Campagnano di Roma es trobava a la Via Francígena. Aquí, Sigeric, arquebisbe de Canterbury, hi va romandre durant el seu viatge de tornada des de Roma, cap a l'any 990.
Campagnano di Roma limita amb els següents municipis: Anguillara Sabazia, Formello, Magliano Romano, Mazzano Romano, Nepi, Roma, Sacrofano i Trevignano Romano.
El parc arqueològic de Veïs és a prop de la població. També hi ha l'Autodromo di Vallelunga, un circuit de curses que data del 1951.